# Goodbye Country (Hello Nightclub)
Goodbye Country (Hello Nightclub) - Trzeci studyjny album brytyjskiego duetu Groove Armada. Ukazał się 10 września 2001 pod wydawnictwem Pepper Records.
Na albumie, gościnnie użyczając swojego głosu wystąpili: Jeru The Damaja w utworze "Suntoucher", MC M.A.D. w "Superstylin", Tim Hutton w "Drifted", "Tuning In" i "Join Hands", Richie Havens w utworze "Little By Little" i "Healing", Celetia Martin w "My Friend", Rachel Brown w "Lazy Moon" i Kriminul w "Raisin' the Stakes". Utwór "Edge Hill" można usłyszeć w ścieżce dźwiękowej do filmu Lara Croft: Tomb Raider.

## Lista Utworów
1. "Suntoucher"
2. "Superstylin"
3. "Drifted"
4. "Little By Little"
5. "Fogma"
6. "My Friend"
7. "Lazy Moon"
8. "Raisin' The Stakes"
9. "Healing"
10. "Edge Hill"
11. "Tuning In (Dub Mix)"
12. "Join Hands"